# Saint-Sorlin
Saint-Sorlin korábbi község (település) Franciaországban, Rhône megyében. 2017. január 1-jén Saint-Didier-sous-Riverie és Saint-Maurice-sur-Dargoire községgel egyesült és Chabanière új község része lett.
Lakosainak száma 577 fő (2018. január 1.). Saint-Sorlin Chaussan, Mornant, Saint-André-la-Côte és Saint-Didier-sous-Riverie községekkel határos.

## Népesség
A település népessége az elmúlt években az alábbi módon változott:
| Lakosok száma | 580  | 577  | 575  | 577  |
|               | 2013 | 2015 | 2017 | 2018 |